# Amelia Baggs
Amelia Baggs   (Mountain View, 15 d'agost de 1980 - Burlington, 11 d'abril de 2020), coneguda també com Mel Baggs, va ser persona no-binària bloguera i activista dels drets dels autistes estatunidenca. Segons s'ha reportat, no parlava i era etiquetada com autista «de baix funcionament».

## Educació
Baggs va assistir com a infant al Centre per a Joves amb Talent, un programa d'estiu de la Joventut i a mitjans de la dècada de 1990 va ser estudiant del Bard College at Simon's Rock a Great Barrington, Massachusetts. Va morir l'11 d'abril de 2020.

## Activisme
El gener de 2007, Baggs va publicar a YouTube un vídeo titulat In My Language, en el qual descriu les seves experiències com a autista, que va donar lloc a diversos articles a la CNN. També va ser Guest Blogging sobre el seu vídeo en el blog d'Anderson Cooper i va contestar preguntes del públic per correu electrònic.

## Vida personal
Al seu blog, va escriure sobre altres discapacitats que li havien estat diagnosticades i mal diagnosticades, inclosos el desordre bipolar, el trastorn de despersonalització, el desordre psicòpata, l'esquizofrènia i la gastroparèsia.
L'any 2005, Baggs es va traslladar de Califòrnia a Vermont per estar més a prop d'un amic. El juny de 2014, va anunciar públicament que havia canviat legalment el seu primer nom d'Amanda a Amelia i havia començat a utilitzar el sobrenom de Mel.